# Microeca hemixantha
Il pigliamosche delle Tanimbar (Microeca hemixantha P. L. Sclater, 1883) è un uccello della famiglia dei Petroicidi originario delle isole Tanimbar.

## Descrizione
Il pigliamosche delle Tanimbar raggiunge una lunghezza di 12 cm. Una striscia oculare indistinta si estende dalla base del becco fin dietro agli occhi. Il dorso, la sommità del capo e la coda sono di un verde oliva scuro. La regione ventrale, invece, è di colore giallo lucente, e la gola ha una tonalità leggermente più chiara. L'iride è marrone scuro. Il ramo superiore del becco è nero, quello inferiore rosa-arancio pallido. Le zampe sono nere. I sessi sono simili. Il canto è costituito da una serie di 12-14 cinguettii armoniosi, che a volte si fanno più striduli.

## Distribuzione e habitat
Come indica il nome, questo pigliamosche è endemico di alcune isole delle Tanimbar (Larat, Loetoe e Yamdena), un gruppo insulare indonesiano situato tra Timor e la Nuova Guinea. Abita le formazioni a mangrovie, le foreste, i loro margini e i boschi aperti di pianura.

## Biologia
Si nutre prevalentemente di insetti, che scorge rimanendo immobile su un posatoio e cattura dopo un breve volo.